# Gabriele Wülker
Gabriele Wülker geborene Weymann (* 16. Juli 1911 in Frankfurt an der Oder; † 10. Oktober 2001 in Bonn) war eine deutsche Sozialwissenschaftlerin und Staatssekretärin.

## Leben und Beruf
Wülker studierte Wirtschaftsgeographie, Anthropologie, Soziologie und Kunstgeschichte. 1934 gehörte sie zu einer Studentengruppe der Fachgruppe Medizin der Universität Halle an, die  vier Sommer hintereinander Fahrten in die Batschka durchführte. Der Sammelband mit den Ergebnissen der Gruppe Grimm ging als „Reichssiegerarbeit“ aus dem  Reichsberufswettkampf der deutschen Studenten 1936/37 in der Sparte „Rasse und Gesundheitswesen“ hervor. Wülker steuerte zu dem Sammelband die Kapitel über die Siedlungs- und Wirtschaftsentwicklung und die Nachfahrentafeln bei.
1937 heiratete sie Heinz Wülker, der im Stabsamt des Reichsbauernführers Walter Darré beschäftigt war. Gemeinsam mit ihrem Mann forschte sie über die Folgen der Verstädterung von drei Bauerndörfern in der unmittelbaren Nachbarschaft von Hannover, „vor allem über die Überführung fast der gesamten Nachkommen in städtische soziale Gruppen.“ Die drei Dörfer waren 1891 nach Hannover eingemeindet worden, und untersucht wurde der Zeitraum von 1740 bis 1891. Das methodische Ziel und die Grundlage der Wülkerschen Forschung waren vollständige Nachkommentafeln. Wegen ihrer außerordentlich schwierigen Datenerhebung markiert diese Arbeit einen frühen forschungsmethodischen Höhepunkt der Arbeiten zur Sozialen Mobilität. Gabriele Wülkers Anteil an der Arbeit war die detaillierte soziologische und wirtschaftsgeschichtliche Analyse der Dörfer, mit der sie 1939 promoviert wurde; ihr Ehemann habilitierte sich 1940 mit der Bevölkerungsbiologie derselben drei Dörfer.
Heinz Wülker fiel 1943 als Oberleutnant der Reserve. Aus der Ehe entstammen drei Kinder.
Nach ihrer Habilitation war Wülker Professorin für Gesellschaftskunde der Entwicklungsländer an der Ruhr-Universität Bochum. Nach ihrer Emeritierung wurde sie 1978 Vorsitzende des Deutschen Komitees für UNICEF, dessen Vorstand sie bereits seit 1970 angehört hatte, und leitete dieses bis 1985. Dort engagierte sie sich insbesondere gegen die hohe Kindersterblichkeit in den Entwicklungsländern und unterstützte Programme der UNICEF in den Slums der Dritten Welt.

## Öffentliche Ämter
Wülker war von 1957 bis 1959 Staatssekretärin im Bundesministerium für Familien- und Jugendfragen. Sie war damit die erste Frau in diesem Staatsamt.

## Schriften
- Bauerntum am Rande der Großstadt. II. Bevölkerungs- und Wirtschaftswachstum im 19. und 20. Jahrhundert (Hainholz, Vahrenwald und List bei Hannover), Leipzig: S. Hirzel 1941 (= Bäuerliche Lebensgemeinschaft 3)
- mit Werner Möhring, Europa und die deutschen Flüchtlinge, 1952.
- Probleme der soziologischen Einordnung fremder ethnischer Gruppen in die deutsche Bundesrepublik, Köln 1953.
- In Asien und Afrika, Kreuz-Verlag, 1962.
- Togo – Tradition und Entwicklung, Klett Verlag, 1966.